# Dag Otto Lauritzen
Dag Otto Lauritzen (12 września 1956 w Grimstad) – norweski kolarz szosowy, brązowy medalista olimpijski.

## Kariera
Pierwszy sukces w karierze Dag Otto Lauritzen osiągnął w 1984 roku, kiedy zdobył brązowy medal w wyścigu indywidualnym ze startu wspólnego podczas igrzysk olimpijskich w Los Angeles. W zawodach tych wyprzedzili go jedynie: reprezentant gospodarzy Alexi Grewal oraz Kanadyjczyk Steve Bauer. Był to jedyny medal wywalczony przez Lauritzena na międzynarodowej imprezie tej rangi oraz jego jedyny start olimpijski. Poza igrzyskami Norweg zwyciężył w Redlands Bicycle Classic i Grand Prix Frankfurtu w 1987 roku, a w 1992 roku był najlepszy w Tour of Norway. Ponadto w 1986 roku był trzeci w Tour du Haut-Var, a trzy lata później zajął trzecie miejsce w Ronde van Vlaanderen. W 1987 roku wygrał jeden z etapów Tour de France, jednak w klasyfikacji generalnej zajął 39. miejsce. Sześć lat później wygrał piętnasty etap Vuelta a España, ale w klasyfikacji generalnej uplasował się na 48. pozycji. Trzykrotnie zdobywał szosowe mistrzostwo Norwegii: w 1983 roku w drużynowej jeździe na czas, w 1984 roku w wyścigu ze startu wspólnego oraz w 1990 roku w indywidualnej jeździe na czas. Nigdy nie zdobył medalu na szosowych mistrzostwach świata.